# Барауні – Гувахаті
Барауні – Гувахаті – газопровід на північному сході Індії. Разом із проектом Джагдішпур – Халдія – Бокаро – Дхамра (JHBDPL) є складовою мегапроекту Прадхан Мантрі Урджа Ганга (PMUG).
Починаючи з другої половини 20 століття на основі місцевих ресурсів відбувався розвиток ізольованих газотранспортних систем у віддалених індійських штатах Ассам (зокрема, трубопроводи Дуліаджан – Намруп – Лаква, Дуліаджан – Нумалігарх) та Трипура (Agartala Regional Gas Network, Агартала Доум/Сонамура – Палатана). Втім, стале постачання північного-сходу могло бути забезпечене лише під’єднанням до основної газотранспортної системи країни. Одним з елементів цього плану і стало спорудження трубопроводу Барауні – Гувахаті, який бере початок у штаті Біхар в місці завершення газопроводу Добхі – Барауні. В районі Гувахаті доправлений ресурс повинен передаватись до системи North East Gas Grid, яка забезпечить його розведення по шістьом північно-східним штатам.
Довжина Барауні – Гувахаті становить 129 км, діаметр труб – 600 мм. Проектна пропускна здатність визначена на рівні 4,4 млрд м3 на рік.
Станом на весну 2023-го будівельна готовність газопроводу перевищила 98%, а його введення в експлуатацію планувалось на жовтень цього ж року.